# Оделейти
Оделейте (порт. Odeleite) — район (фрегезия) в Португалии, входит в округ Фару. Является составной частью муниципалитета Каштру-Марин. По старому административному делению входил в провинцию Алгарве. Входит в экономико-статистический субрегион Алгарве, который входит в Алгарве. Население составляет 934 человека на 2001 год. Занимает площадь 141,78 км².